# Salah ibn Mirdas
Abū ʿAlī Ṣalaḥ ibn Mirdas, aussi connu par son laqab (nom honorifique) de Assad al-Dawla (Le lion de l’Empire) est le fondateur de la dynastie des Mirdassides d'Alep. Il règne de 1025 à sa mort en mai 1029. À son apogée, l'émirat englobe la majeure partie de la Jazira occidentale, le nord de la Syrie, et une bande de cités situées au centre de la Syrie. Malgré quelques interruptions, les successeurs d'Assad al-Dawla gouvernent Alep lors des cinq décennies suivantes.
Salah apparaît en 1008-1009 quand il s'empare d'Al-Rahba sur l'Euphrate. En 1012, il est emprisonné et torturé par Mansour ibn Lou'lou', l'émir d'Alep. Deux ans plus tard, il s'échappe et fait prisonnier Mansour au cours d'une bataille avant de le libérer en échange de nombreuses concessions, dont la moitié des revenus d'Alep. Par cette réalisation, il devient le principal émir de la tribu des Banu Kilab dont nombre des chefs sont morts sous Mansour. Grâce à ses guerriers bédouins, Salah s'empare d'une série de forteresses le long de l'Euphrate, dont Manbij et Raqqa en 1022. Plus tard, il noue une alliance avec les tribus des Banu Kalb et des Banu Tayy et les soutient dans leur lutte contre les Fatimides. Au cours de cette rébellion tribale, Salah annexe les cités syriennes d'Homs, Baalbek et Sidon avant de prendre Alep en 1025.
Salah met en place une solide administration dans l'émirat d'Alep. Militairement, il s'appuie sur les Banu Kilab et confie l'administration fiscale à son vizir chrétien. Son règne est officiellement accepté par les Fatimides qu'il assure de son allégeance. Toutefois, son alliance avec les Banu Tayy finit par l'entraîner dans un conflit avec le général fatimide Anuchtakin al-Dizbari. Lors d'une bataille avec ce dernier, Salah est tué près du lac de Tibériade et ce sont ses fils, Thimal et Nasr, qui lui succèdent.

## Premières années et carrière
L'année de naissance de Salah est inconnue. Ses deux parents appartiennent aux familles nobles de la tribu bédouine des Banu Kilab. Son père se dénomme Mirdas ibn Idris et vient d'une lignée princière de cette tribu, ce qui est la seule chose connue à son propos. La mère de Salah, Rabab al-Zawqaliyah, vient du clan princier de Zawqal, originaire des environs d'Alep. Salah a au moins trois frères et au moins quatre fils. La famille de Salah contrôle la ville de Qinnasrin, au sud-ouest d'Alep. À l'image de la plupart des Musulmans d'Alep aux Xe siècle et XIe siècle, les Banu Kilab sont des chiites. Bien que le degré d'adhésion à cette doctrine n'est pas connu avec certitude, le kunya de Salah, Abu Ali (frère d'Ali) fait référence à Ali ibn Abi Talib, une figure centrale dans le chiisme.
Les Kilab sont des membres de la tribu des Banu 'Amir qui ont migré de l'Arabie centrale à la Syrie lors des conquêtes musulmanes du VIIe siècle. Rapidement, au sein des Qaysites, ils s'illustrent par leurs pillages et établissent leur domaine dans la Jazira (la Mésopotamie supérieure) et dans les steppes autour d'Alep. Grâce à leur puissance militaire et leur ambition à gouverner et à contrôler les territoires qu'ils habitent, les Kilab constituent une puissance notable dans le nord de la Syrie au cours des siècles qui suivent. En 932-933, de nombreux membres des Kilab se rendent dans les environs d'Alep comme soldats au sein d'une armée d'invasion des Qarmates. Selon l'historien Suhayl Zakkar, les nouveaux arrivants ont établi les bases de la puissance de la dynastie des Mirdassides. À partir de là, les Kilab se sont établis comme la force tribale dominante au nord de la Syrie, jouant un rôle important dans les soulèvements et les luttes intestines impliquant les émirs hamdanides d'Alep, entre 945 et 1002.

### Emir d'Al-Rahba
Salah apparaît dans les sources en 1008, en lien avec la lutte de pouvoir autour de la possession de la ville forteresse d'Al-Rahba sur l'Euphrate. Cette cité est stratégiquement située au carrefour entre la Syrie et l'Irak et est fréquemment l'objet de rivalités entre des pouvoirs locaux et régionaux. En 1008, Ibn Mihkan, un natif d'Al-Rahba, expulse le gouverneur fatimide et recherche le soutien militaire de Salah pour affirmer son pouvoir. Salah est alors toujours dans le désert et rien n'est connu de ce qu'il reçoit en échange de la protection accordée à Ibn Mikhan. Toutefois, une querelle naît rapidement entre les deux hommes, conduisant Salah à assiéger Al-Rahba. Les hostilités prennent fin avec un accord prévoyant le mariage de Salah avec la fille d'Ibn Mikhan et le départ de celui-ci pour Anah qu'il dirige désormais en plus d'Al-Rahba. Néanmoins, Ibn Mikhan est assassiné lors de ces événements et les chroniqueurs contemporains soupçonnent Salah d'en être responsable. Quoi qu'il en soit, Salah peut s'emparer d'Al-Rahba et proclame son allégeance à Al-Hakim bi-Amr Allah, le calife des Fatimides. Cela marque la première étape dans la carrière de Salah et le moment à partir duquel ses ambitions évoluent selon Zakkar. En effet, la prise d'Al-Rahba a probablement renforcé son prestige parmi la tribu des Banu Kilab.

### L'émir suprême des Banu Kilab
Entre 1009 et 1012, les Kilab participent à la lutte de pouvoir entre Mansour ibn Lou'lou', le dirigeant d'Alep et les Hamdanides, soutenus par des forces locales situées autour de la ville. L'enjeu est alors la possession d'Alep. À deux reprises, les Kilab trahissent les Hamdanides et leurs alliés et demandent à Mansour d'obtenir des pâturages pour leurs troupeaux et leurs chevaux de guerre. Toutefois, Mansour voit les Kilab comme un obstacle à son pouvoir. Par conséquent, il a pour projet de les tromper en leur tendant un piège. Le 27 mai 1012, il les invite à une fête et, une fois qu'ils sont entrés dans son palais, les portes sont fermés et Mansour et ses ghulam les attaquent. Plusieurs d'entre eux sont tués et les autres, incluant Salah, sont emprisonnés dans la citadelle d'Alep. Par la suite, l'émir des Kilab, Ibn Za'ida, assiège la ville de Kafartab pour faire pression sur Mansour. Ce dernier réagit en déplaçant les prisonniers dans des lieux où les conditions de vie sont meilleurs, en prévision de futures négociations. Toutefois, dès qu'il apprend la mort de Muqallid lors du siège, qui est ensuite levé, Mansour renvoie les prisonniers dans les donjons de la citadelle. Nombre des captifs, comprenant des chefs tribaux, sont exécutés ou meurent à la suite de torture et de mauvais traitements.
Salah est torturé par Mansour et contraint de divorcer de sa femme, reconnue pour sa beauté, de manière que Mansour puisse l'épouser. Zakkar écrit que les motivations exactes de Mansour sont incertaines. Il a pu vouloir humilier Salah mais aussi rechercher à établir des liens familiaux avec les Banu Kilab. Mansour menace fréquemment d'exécuter Salah qui parvient finalement à s'échapper. Selon les versions des chroniqueurs médiévaux, Salah parvient à briser une de ses entraves et creuse un trou dans le mur de sa cellule. Le 3 juillet 1014, il saute du mur de la citadelle avec une jambe toujours entravée par une manille. Il se cache dans un conduit d'approvisionnement pour le reste de la nuit avant de rejoindre les hommes de sa tribu à leur campement de Dabiq. Zakkar s'interroge sur la véracité de ces récits et affirme qu'il est plus probable que Salah s'est échappé en corrompant ou en s'assurant du soutien d'un garde.
L'évasion de Salah remonte le moral des Banu Kilab qui se rassemblent pour lui faire allégeance. Dans les jours qui suivent, ils assiègent Alep mais les forces de Mansour sont en mesure de piller leur camp et de capturer cinquante des leurs. Enhardi par sa victoire, Mansour regroupe son armée de ghulman à Alep et décide d'affronter les forces de Salah en dehors des murs d'Alep. Les Banu Kilab mettent en déroute leurs adversaires, tuant 2 000 d'entre eux et capturant Mansour. Des négociations s'ouvrent entre Salah et les partisans de Mansour, débouchant sur un accord. Mansour est libéré en échange de la libération des frères de Salah, d'une rançon de 50 000 dinars d'or et le versement de la moitié des revenus de l'émirat d'Alep aux Banu Kilab,. Salah peut aussi se remarier à son ancienne femme Taroud et épouse en plus la fille de Mansour. Enfin, Mansour reconnaît Salah comme l'émir suprême des Banu Kilab, lui conférant l'autorité et le contrôle sur les membres de sa tribu.

## Création de l'émirat mirdasside

### Conquêtes en Mésopotamie et lutte pour Alep
Grâce au pouvoir qu'il a acquis, Salah s'empare des villes de Manbij et de Balis sur l'Euphrate, situées à l'est et au sud-est d'Alep. Grâce à ces conquêtes et à son contrôle d'Al-Rahba, Salah s'assure de la maîtrise de la région de la Mésopotamie supérieure dans ce qui s'apprête à devenir l'émirat mirdasside. Cette région est d'une importance stratégique et riche sur les plans agricoles et commerciaux. Salah est désormais au contact des Byzantins, des Fatimides et des dirigeants de l'Irak.
Dans le même temps, l'accord entre Salah et Mansour est rompu quand ce dernier refuse de respecter la plupart de ses promesses, dont le fait de donner sa fille en mariage et d'accorder la moitié des revenus de l'émirat d'Alep aux Banu Kilab. Salah assiège Alep en représailles tandis que les Banu Kilab et leurs alliés bédouins pillent l'arrière-pays. Mansour fait appel aux Byzantins et il prévient Basile II que si la révolte des Bédouins n'est pas matée, elle risque de s'étendre jusqu'aux terres byzantines. Basile envoie 1 000 Arméniens en renforts mais les retire quand Salah l'informe des mauvais agissements de Mansour et l'assure de sa bonne foi. Basile pourrait avoir accepté de prendre le parti de Salah pour prévenir des raids bédouins dans l'Empire car les territoires des Banu Kilab et des Numayrides, qui leur sont apparentés, sont frontaliers des Byzantins. Le retrait des forces byzantines fragilise encore plus la position de Mansour et renforce celle de Salah, qui envoie un de ses fils à Constantinople pour prêter allégeance à l'empereur.
En janvier 1016, Mansour fuit Alep après que le commandant la citadelle, Fath al-Qal'i, s'est révolté et a reconnu la suzeraineté de l'émirat de Salah et du calife Al-Hakim sur Alep. Selon chroniqueurs aleppins, la révolte est coordonnée par Salah qui récupère sa part prévue des revenus d'Alep. En outre, il obtient la garde sur la mère, les épouses et les filles de Mansour. Rapidement, il envoie les femmes rejoindre Mansour mais garde l'une des dernières filles pour se marier avec elle. Le départ forcé de Mansour et le désordre qui règne au nord de la Syrie poussent Basile à couper toutes les communications et le commerce avec la Syrie et l'Égypte mais Salah le persuade d'exempter Alep et la tribu des Banu Kilab de ces sanctions,.
Pour consolider son emprise sur Alep, Fath fait appel aux troupes fatimides d'Apamée, dirivée par Ali al-Dayf. Al-Hakim réclame de Salah une coopération avec Al-Dayf et lui confère le titre d’asad al-Dawla (le lion de l'émirat). Toutefois, Salah s'oppose à la présence fatimide à Alep et propose un accord à Fath. Celui-ci doit recevoir le contrôle de la citadelle et les Banu Kilab celui de la ville. Fath répond favorablement mais ce sont les habitants d'Alep qui protestent, demandant le retour des Fatimides. En effet, ils bénéficient des exemptions fiscales d'Al-Hakim et s'opposent à la présence des Bédouins. Fath doit partir à Tyr sur ordre d'Al-Hakim qui envoie des troupes supplémentaires à Alep, de manière à empêcher Salah de s'en emparer. Néanmoins, la fuite de Mansour et l'instabilité du contrôle fatimide permet à Salah de renforcer son émirat en Mésopotamie supérieure. Il y établit sa propre administration et une justice tribale. Dès 1019, sa cour est visitée par le poète arabe Ibn Abi Hasina, qui devient un important eulogiste de la dynastie mirdasside.
Dans le même temps, Al-Hakim nomme Aziz al-Dawla, un ghulam arménien, comme gouverneur d'Alep en 1017. Il établit des relations cordiales avec Salah et les activités de celui-ci sont inconnues lors des cinq ans de présence d'Aziz al-Dawla à Alep. Selon Zakkar, cela prouve que Salah n'a pas de raisons de contester quoi que ce soit lors de cette période. S'il n'est pas en mesure de contester la suprématie des Fatimides, les Banu Kilab obtiennent le contrôle des plaines autour d'Alep par Aziz al-Dawla. En 1022, Salah étend son emprise sur les villes de Raqqa et Al-Rafiqah sur l'Euphrate. En juillet de la même année, Aziz al-Dawla est assassiné et brièvement remplacé par Abu'l-Najm Badr, son ghulam d'origine turque. Ensuite, une série de gouverneurs se succèdent sur une courte durée, le dernier étant Thu'ban ibn Muhammad comme gouverneur de la ville (et Mawsuf al-Saqlabi pour la citadelle).

### Formation d'une alliance bédouine
La succession d'Aziz al-Dawla est perturbée par Salah et le chaos qui règne à Alep. En 1023, Salah forge une alliance entre les Banu Kilab, les Banu Tayy de Transjordanie et les Banu Kalb du centre de la Syrie. Ces deux dernières tribus sont hostiles à l'influence directe des Fatimides. L'historien médiéval Yahya d'Antioche rapporte que l'alliance est l'héritière d'un précédent pacte réunissant les mêmes parties vers 1021, durant lesquelles elles se rebellèrent avant de se réconcilier avec le nouveau calife, Ali az-Zahir, arrivé au pouvoir en 1021 après la disparition d'Al Hakim. Toutefois, cette paix ne dure que jusqu'en 1023 en raison du conflit entre les Banu Tayy et Anuchtakin al-Dizabari, le gouverneur fatimide de Palestine. Cela débouche sur une rencontre entre Salah, Hassan ibn Mufarrij, le chef des Banu Tayy et Sinan ibn Ulayyan, le chef des Banu Kalb, dans les environs d'Alep pour rétablir leur alliance.
Selon les termes de l'accord, la Syrie doit être divisée en trois États dirigés par des Bédouins. Les Banu Kilab doivent gouverner Alep et le nord de la Syrie, les Banu Tayy la Palestine depuis Ramla et les Banu Kalb le centre de la Syrie depuis Damas. Les forces combinées des trois plus grandes tribus syriennes représentent un défi d'importance pour les Fatimides. Une alliance bédouine de cette envergure et de cette nature n'est plus intervenue depuis le VIIe siècle et elle transcende l'opposition traditionnelle entre les Qaysites (représentés par les Banu Kilab) et les Yaman (représentés par les deux autres tribus). Plus encore, cette alliance surprend les habitants mêmes de la Syrie, peu habités au spectacle de chefs bédouins préférant rechercher des postes de pouvoir en milieu urbain à leur traditionnelle vie nomade aux marges du désert. Selon Zakkar, Salah est la principale figure de cette alliance, notamment d'un pouvoir de vue militaire, même si c'est Hassan ibn Mufarrij qui est chargé des relations avec les Fatimides.
Les révoltes des Banu Tayy en Palestine et des Banu Kalb dans la province de Damas stimulent la volonté de Salah d'attaquer Alep, d'autant que le contrôle des Fatimides sur la cité reste instable. Toutefois, en 1023, Salah et ses troupes se dirigent d'abord vers le sud pour aider les Banu Tayy à repousser les forces d'Anuchtakin des régions intérieures de la Palestine. Par la suite, Salah participe au siège de Damas par les Banu Kalb. Alors que Salah combat aux côtés de ses alliés au sud, son katib (secrétaire), Souleyman ibn Tawq, s'empare de Maarrat Misrin, au sud d'Alep. En novembre 1023, Salah revient vers Alep dans l'espoir que ses défenseurs se rendront immédiatement, ce qui n'est pas le cas. De fait, il se retire et mobilise ses troupes et d'autres forces bédouines locales.

### Conquête d'Alep

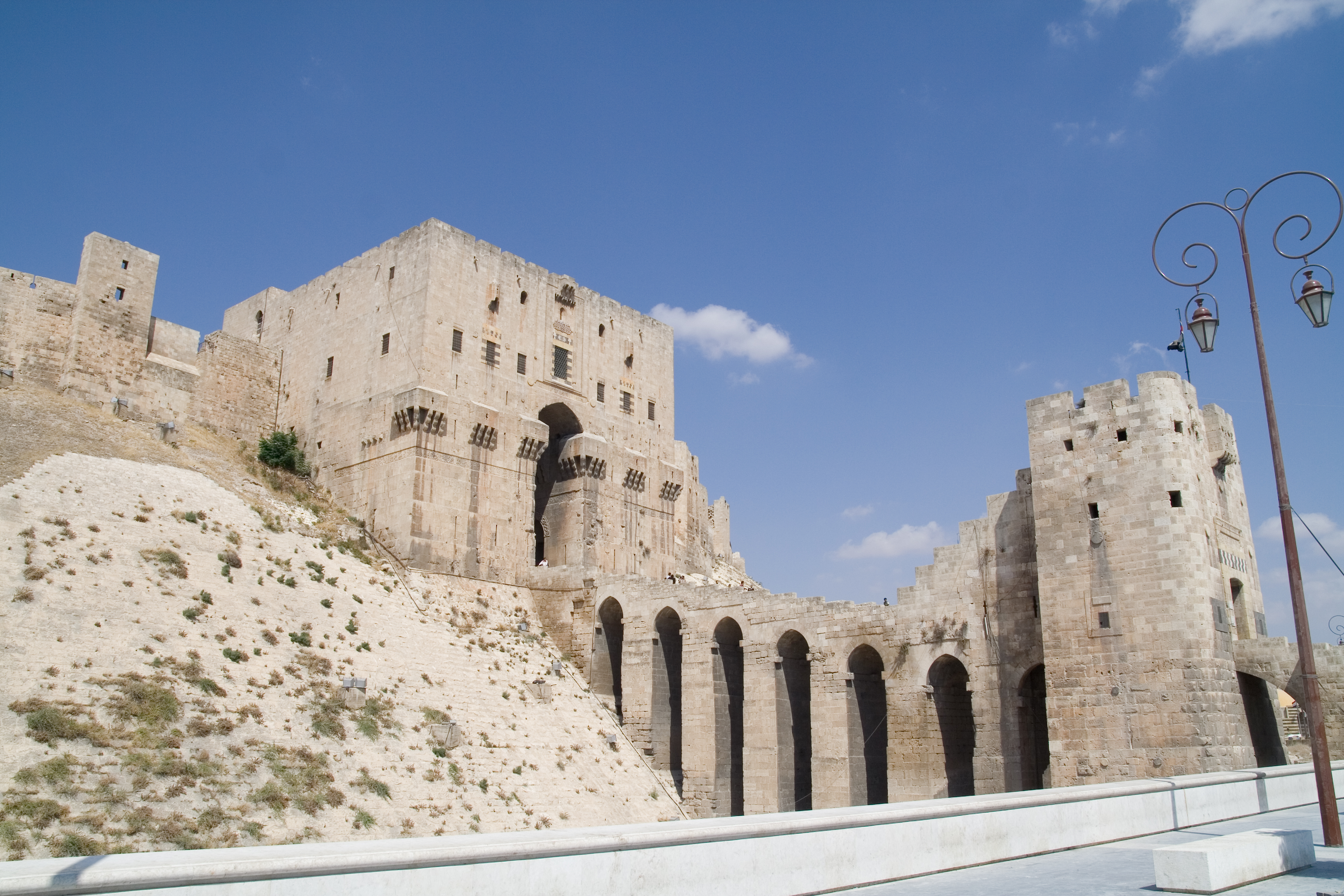
La citadelle d'Alep, conquise le 30 juin 1025 après cinq mois de résistance.

En octobre 1024, les forces de Salah, conduites par Ibn Tawq, progressent vers Alep et engagent sporadiquement des troupes fatimides des gouverneurs Thu'ban et Mawsuf. Salah arrive à Alep le 22 novembre, après avoir mis à sac les régions côtières avec de nombreux guerriers bédouins. Il assiège la cité en s'établissant d'abord devant la porte de Bab al-Jinan, où il demande à Ibn Asi Usama, l'un des qadis de la cité (le juge islamique) et à d'autres notables, de se rendre. Là encore, il essuie un refus. Il réagit en réunissant plus de troupes et combat les assiégés durant plus de cinquante jours, avec de nombreuses pertes des deux côtés. Le 18 janvier 1025, la porte de Bab Qinnasrin est ouverte par Salim ibn al-Mustafad, le chef des ghulman hamdanides encore présents dans la ville. Il a trahi les Fatimides à la suite d'une querelle avec Mawsuf et, avec des miliciens et d'autres anciens ghulman, il accueille Salah qui promet un sauf-conduit à la population. Par la suite, Salah fait démolir les tours des murailles de la ville. Selon le chroniqueur égyptien Al-Musabbihi, les habitants craignent que cet acte ne démontre la volonté de Salah de livrer la ville aux Byzantins. Par conséquent, ils s'allient temporairement aux forces fatimides et repoussent pour un temps les troupes de Salah, tuant 250 guerriers Kilab. Selon Zakkar, la décision de Salah est un mouvement tactique destiné à faciliter la reconquête de la ville en cas de retrait de ses troupes.
Salah assiège la citadelle où Mawsuf et ses hommes continuent de résister. Quant à Thu'ban et sa garnison, ils se barricadent dans le palais du gouverneur, au pied de la citadelle. Le 13 mars, Salah parvient à pénétrer dans le palais et autorise les habitants à le piller. En revanche, pour la prise de la citadelle, Salah se heurte au manque de compétence de ses guerriers bédouins en matière de poliorcétique. Par conséquent, il fait appel aux forces byzantines de Constantin Dalassène, le gouverneur d'Antioche, qui envoie trois cents archers à Alep. Toutefois, ils sont rapidement retirés sur ordre de Basile II qui ne souhaite pas soutenir la rébellion de Salah. Le 5 mai, celui-ci nomme Ibn Mustafad comme muqaddam al-ahdath (chef de la milice locale) et gouverneur d'Alep. Aux côtés d'Ibn Tawq, il lui confie la poursuite du siège tandis que Salah se rend en Palestine pour aider les Banu Tayy à repousser une offensive d'Anuchtakin. Le 6 juin, la garnison fatimide d'Alep demande une trêve, sans résultats. En désespoir de cause, elle fait appel à l'aide byzantine, allant jusqu'à dresser des croix chrétiennes sur la citadelle, célébrer Basile II et vouer aux gémonies le calife az-Zahir. Les habitants musulmans de la ville réagissent en rejoignant les troupes assiégeantes. Le 30 juin, une brèche est percée dans la citadelle, conduisant à l'arrestation de Mawsuf et Thu'ban.
Dans le même temps, Salah et les Banu Tayy repoussent les troupes fatimides de Palestine. Alors qu'il revient à Alep, Salah s'empare d'une série de villes et de forteresses : Ba'albak à l'ouest de Damas, Homs et Rafanée au centre la Syrie, Sidon sur la côte méditerranéenne et la forteresse de Gibelacar dans les environs de Tripoli. Ces villes d'une grande importance stratégique permettent à l'émirat de Salah d'avoir un débouché maritime et de contrôler une partie de la route caravanière entre Alep et Damas. Les Fatimides réagissent plus particulièrement à la chute de Sidon car ils cherchent à contrôler les cités portuaires plus que les villes de l'intérieur et craignent l'extension de l'emprise bédouine sur d'autres ports.
En septembre 1025, Salah rentre dans la citadelle d'Alep et il fait exécuter Mawsuf et le qadi Ibn Asi Usama. Cependant, Salah relâche Thu'ban en échange d'une rançon et il permet au dāʿī de la ville (le chef des propagandistes ismaélites) de la quitter sain et sauf. Enfin, il confisque les propriétés d'un grand nombre de membres de l'aristocratie aleppine.

## Émir d'Alep
En dépit de sa rébellion, Salah fait formellement allégeance au califat fatimide après la conquête d'Alep. Il envoie Ibn Tawq rencontrer az-Zahir au Caire. En retour, le calife reconnaît officiellement l'émirat mirdasside de Salah et lui envoie de nombreuses robes honorifiques et des cadeaux. Les relations entre Salah et les Byzantins à la suite de la prise d'Alep sont inconnues. Si Basile II a refusé de soutenir la rébellion de Salah et de lui apporter une aide militaire, il est décédé la même année que la prise d'Alep.

### Administration
Selon l'historien du XIIIe siècle Georges Elmacin, Salah met en ordre l'ensemble des affaires de l'émirat et renforce la justice. Il organise son territoire de la manière d'un État islamique médiéval. À cette fin, il maintient l'administration fiscale, nomme un vizir à la tête des administrations civiles et militaires et un qadi chiite pour superviser les affaires judiciaires. En outre, il nomme des gouverneurs à Sidon, Ba'albak, Homs, Rafanée et Gibelacar.
Le vizir de Salah est un Chrétien du nom de Tadrus ibn al-Hasan. Selon Georges Elmacin, il jouit d'une grande influence sur l'émir et l'accompagne lors de toutes ses campagnes militaires. Plus généralement, les Chrétiens d'Alep vont largement monopoliser le poste de vizir sous les Mirdassides et jouer un rôle important dans l'économie de l'émirat. Leur place majeure indique que Salah fait confiance aux Chrétiens de son territoire, l'existence d'une importante minorité chrétienne à Alep et une volonté d'établir des liens cordiaux avec les Byzantins.
Les sources manquent à propos des réformes administratives majeures de Salah dans l'émirat d'Alep. Sa seule innovation institutionnelle connue est la création du poste de shaykh al-dawla ou de ra'is al-balad (chef de l'administration municipale), dont le titulaire est un homme de confiance de Salah et un interlocuteur permanent avec les habitants d'Alep. Le shaykh al-dawla joue un rôle politique important dans la ville et vient d'une famille dirigeante d'Alep. Salah y nomme Ibn Mustafad et utilise l’aḥdāth, une milice composée d'hommes issus des classes moyenne et populaire, comme force de police. Bien qu'elle coopère avec Salah, cette force reste autonome. Enfin, à plusieurs reprises lors de son règne, Salah recrute des ghulman turcs même si les détails à leur propos manquent dans les sources.

### Influence sur les Bédouins
Selon l'historien Thierry Blanquis, Salah a réalisé avec succès l'ambition qui inspire ses prédécesseurs au sein des Banu Kilab depuis un siècle. Son gouvernement est marqué par un souci de l'ordre et de respectabilité. En son cœur, l'émirat tient grâce à la solidarité des Banu Kilab, qui forment par ailleurs l'épine dorsale de l'armée mirdasside. Si Salah a d'abord affirmé sa prépondérance sur les autres chefs tribaux, les Mirdassides ne sont pas le seul clan princier des Banu Kilab et plusieurs émirs d'autres clans demandent à jouer un rôle dans le gouvernement de l'émirat. À tous ces émirs, Salah garantit un iqta (un fief) même si les détails à propos de leur taille et de leur détenteur sont inexistants.
La présence des Bédouins est un aspect très visible du règne de Salah. Il apparaît toujours publiquement dans sa tenue de chef bédouin au lieu de celle d'un dirigeant urbain. Plus encore, il préfère vivre dans son camp tribal aux alentours d'Alep plutôt que dans la ville elle-même. Après s'être établi à Alep, le statut de Salah progresse encore parmi les Bédouins de Syrie et de Mésopotamie. Les chroniqueurs arabes le mentionnent parfois comme l’amir 'arab al-Sham (commandant des Bédouins de Syrie). La valeur accordée à ce titre à l'époque de Salah est incertaine mais elle indique au moins la position élevée de son détenteur selon Zakkar.
En plus de son autorité sur les Banu Kilab et son influence sur les Banu Tayy et les Banu Kalb en Syrie, l'influence de Salah s'étend aux tribus de la Jazira, incluant les Numayrides. Quand deux émirs de cette tribu perdent Édesse, prise par l'émir marwanide de Mayyafariqin Nasr al-Dawla, ils font appel à Salah qui parvient à persuader Nasr de rendre Édesse aux Numayrides. Plus encore, les Banu Munqidh font pour la première fois leur apparition comme force politique dans la vallée de l'Oronte sous Salah, en 1024-1025. À cette époque, Salah octroie au chef tribal Muqallad ibn Nasr ibn Munqidh les terres autour de Shayzar, sous la forme d'un iqta. Il s'agit alors de le récompenser pour son soutien dans la conquête d'Alep, même si la ville de Shayzar est alors contrôlée par les Byzantins.

## Décès
Entre 1025 et 1028, les Fatimides parviennent à un accord avec les Jarrahides, qui sont des alliés de Salah. Ils leur permettent de maintenir leur emprise sur l'intérieur de la Palestine, tandis qu'Anuchtakin est rappelé au Caire. Au contraire des Mirdassides, les Banu Tayy pillent en profondeur leur territoire et les habitants. En outre, les Fatimides ne toléreraient pas l'existence d'une entité indépendante en Palestine, qu'ils verraient comme une menace pour le califat.
Dans le même temps, alors que les Fatimides se regroupent, les Banu Kalb ont été repoussés de Damas et, en 1028, leur émir décède. Il est remplacé par son neveu, Rafi ibn Abi'l Layl, qui se tourne vers les Fatimides, fragilisant l'alliance bédouine. En novembre 1028, Anuchtakin revient en Palestine avec une importante armée fatimide et des cavaliers issus des tribus Banu Kalb et Banu Fazara. Cette force met en déroute les Banu Tayy et chasse les Mirdassides du centre de la Syrie.
Du fait de la coalition des Fatimides et des Banu Kalb contre lui, Hassan, le chef des Banu Tayy, demande l'aide de Salah pour maintenir l'autonomie de sa tribu en Syrie contre les intrusions des Fatimides. En réaction, Salah mobilise ses forces pour soutenir les Tayy en Palestine. Avec Hassan, il rencontre une première fois l'armée coalisée des Fatimides et des Banu Kalb dans les environs de Gaza. Toutefois, incapable de stopper leur progression, il se retire vers le nord. Le 12 ou le 25 mai 1029, les deux armées se combattent à al-Uqhuwanah, sur les rivages orientaux du lac Tibériade. Pour des raisons inconnues, Hassan et ses forces fuient alors que la bataille bat son plein, laissant Salah et ses hommes seuls pour défier l'armée d'Anuchtakin. Les Banu Kilab sont aisément vaincus et Salah, son plus jeune fils et son vizir sont tués.
À la suite de la bataille, la tête de Salah est emmenée au Caire pour y être exposée, tandis que son corps est cloué sur les portes de Sidon, une cité dans laquelle il avait l'habitude de résider. Les Fatimides en profitent pour reconquérir Sidon, Baalbek, Homs, Rafanée et Hisn Ibn Akkar, dont tous les gouverneurs nommés par Salah ont fui. En outre, si Salah a désigné son deuxième fils, Thimal, comme son successeur, c'est son fils aîné, Nasr, qui s'empare du contrôle d'Alep. Au cours d'une brève période, les deux frères dirigent Alep. Nasr contrôle la ville proprement dite tandis que Thimal dirige la citadelle. Finalement, en 1030, Nasr contraint Thimal à partir pour Al-Rahba. En 1038, Anuchtakin tue Nasr et s'empare d'Alep avant que Thimal n'y rétablisse le contrôle des Mirdassides, qui dure jusqu'en 1080 en dépit de quelques interruptions.